# Afir
Afir là một đô thị thuộc tỉnh Boumerdès, Algérie. Dân số thời điểm năm 2002 là 12.613 người.